# Балин (Хмельницкая область)
Ба́лин (укр. Балин) — село в Дунаевецком районе Хмельницкой области Украины.
Население по переписи 2001 года составляло 2270 человек. Почтовый индекс — 32440. Телефонный код — 3858. Занимает площадь 4,356 км². Код КОАТУУ — 6821880301.

## Местный совет
32440, Хмельницкая обл., Дунаевецкий р-н, с. Балин, ул. Учительская, 16